# الطبيب فنلي
الطبيب فنلي شخصية خيالية وهو بطل سلسلة من القصص التي كتبها المؤلف الإسكتلندي  اي. جي كرونين.

## القصص القصيرة
كان ظهوره الأول في رواية كرونين تحت عنوان طبيب الريف والعديد من القصص القصيرة المؤلفة في مجلة هيرتس الدولية مع مجلة كوزموبولتن من عام 1935 إلى 1939، كان بداية تدريب الطبيب العام فنلي هالسوب في البلدة الخيالية الاسكتلندية في ليفينفورد. وقد اخذته واحدة من هذه القصص القصيرة إلى قرية لوكسايد في تانشبراي. وفي هذه القصص، كان ساحراَ وعلى مدى سنوات عديدة أصبح معروفاَ بين مرضاه. هكذا كانت علامته المتميزة لمعرفة المرضى منذ الولادة حتى الموت مما حافظ على العلاقة المستمرة بينهم. وقد جمعت ونشرت الأعمال لاحقاَ تحت عناوين عديدة، ومنها مغامرات الحقيبة السوداء و الطبيب فنلي في تانشبراي و المزيد من المغامرات لطبيب الريف و كتيب الطبيب فنلي.

## الاقتباسات
استخدمت القصص للبرنامج التلفزيوني على قناة بِي بي سي من كتيب الطبيب فنلي، والتي عرضت على الشاشة من عام 1962 إلى 1971 ومسلسل الراديو تحت المسمى نفسه بين عامي 1970 إلى 1978. وقد اعيد تسمية الشخصية الرئيسة  الطبيب آلك فنلي في هذا الإنتاج، الذي أدى دوره بيل سايمون الشريك المتدرب الجديد مع الطبيب الخبير كامرون في تانشبراي، الذي أدى دوره أندرو كروشانك، وكانت جانيت مدبرة منزل وموظفة استقبال الهادئة في منزل اردين، والتي قامت باربرا مولن في دورها. عاد الطبيب فنلي إلى المحطات التلفزيونية البريطانية مع مسلسل  آي تي في واستمرت قصص الطبيب فنلي أواخر عام 1940،  وقد قام ديفيد رنتول في دور الطبيب فنلي وايان بانن في دور الطبيب كامرون وانيت كروسبي في دور جانيت. والتي بثت لاحقاَ في الولايات المتحدة على قناة بِي بي سي في مسرح ماستربيس.و عادت الشخصيات  على الراديو مرة أخرى عام 2001، عندما بثت راديو بِي بي سي الرابعة المسلسل الذي يحتوي على ست حلقات، الطبيب فنلي: مغامرات الحقيبة السوداء، الذي أقيم في ليفينفورد، مع الممثل جون غوردن سنكلير الذي قام بأداء صوت الطبيب فنلي وبراين بيتيفر بصوت الطبيب كامرون وكاثي مورفي بصوت جانيت، والدور المتكرر للممرضة بيغي انغوس مثلت دورها شارنن سمول. وقد تلت مسلسلين لطبيب فنلي: المزيد من مغامرات لحقيبة السوداء عامي 2002 و 2003، وانضمت سليا امري مع سنكلير وبيتيفر في دور جانيت ومثلت ستيلا غونت دور الممرضة انغوس.

## الروابط الخارجية
- British Film Institute Screen Online
- Background to Dr. Finlay's Casebook - television & radio
- Dr. Finlay's Casebook  في قاعدة بيانات الأفلام على الإنترنت (بالإنجليزية)
- Doctor Finlay  في قاعدة بيانات الأفلام على الإنترنت (بالإنجليزية)